# Alfredo Meschi
Alfredo Meschi (Lucca, 21 agosto 1905 – Lucca, 22 agosto 1981) è stato un pittore italiano.

## Biografia
Nasce a Lucca da Aida Papeschi e Antonio Meschi. Nella prima adolescenza lavora al fianco del padre nel laboratorio di famiglia per la lavorazione del marmo. Nel 1919 asseconda la propria inclinazione artistica iscrivendosi all'Istituto di Belle Arti. Dal 1921 al 1924 prosegue la propria formazione all'Istituto d'Arte Passaglia di Lucca, a cui seguirà una breve parentesi di studio a Napoli, dove, insieme al maestro Gennaro Villani, approfondisce lo studio della pittura paesaggistica  e incontra i pittori della Scuola di Posillipo.
Nel 1925 la frequentazione di ambienti considerati anarchici e anticonformisti lo porta ad abbandonare gli studi e a vivere un periodo di isolamento. Nel 1926 si trasferisce nel suo studio privato presso Porta San Gervasio a Lucca, dove rimane a lavorare per tutta la vita. 

A partire dagli anni Trenta il pastello è lo strumento prediletto da Meschi nella realizzazione delle sue opere. In questo periodo la presenza di colori intensi e sfumati concorre a creare un'atmosfera vivace e tuttavia più attenuata rispetto all'espressività dei colori ad olio. I soggetti più raffigurati dalla pittura di Meschi furono i paesaggi della Lucchesia e del circondario rurale, di cui immortala immagini in tutte le stagioni.
Partecipò alle Biennali di Venezia del 1948 e del 1950.